# Thermomètre à minimum et maximum

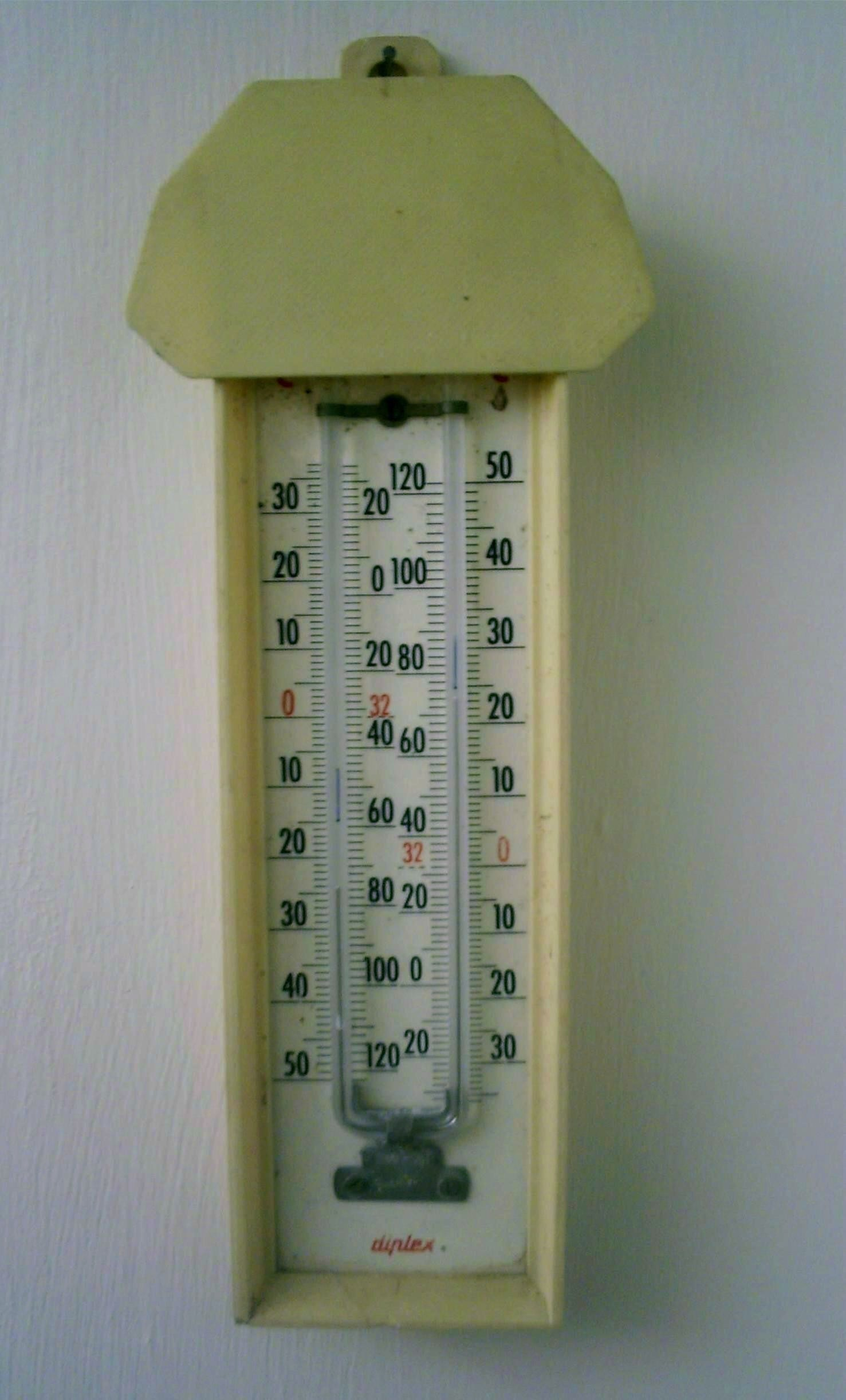
Thermomètre à minimum et maximum

Le thermomètre à minimum et maximum (anciennement dénommé thermométrographe) est un thermomètre permettant de mesurer les températures maximale et minimale atteintes pendant un intervalle de temps donné. Il a été inventé par James Six en 1782, il est donc parfois appelé thermomètre de Six. C'est un instrument couramment utilisé pour les usages domestiques, mais également en météorologie et en horticulture.

## Histoire
Le thermomètre est souvent attribué à Galilée et en 1654, le grand-duc de Toscane à Florence, Ferdinand II de Médicis, perfectionna l'instrument pour créer le premier véritable thermomètre en emprisonnant de l'alcool dans un tube de verre hermétique. Diverses échelles furent proposées par la suite dont les plus répandues sont celles de Gabriel Fahrenheit et d’Anders Celsius. La mesure de la température est devenue par la suite un paramètre important en météorologie et océanographie.
La mesure du maximum et du minimum de température au cours d'une journée est une donnée importante pour connaître le climat d'un endroit et ses variations saisonnières. Cependant, elle demande une observation continue et c'est pourquoi plusieurs chercheurs  se sont attaqués à concevoir une technique permettant d'en garder la trace sans intervention humaine. C'est James Six, marchand et inventeur qui perfectionna le premier thermomètre pratique dans ce domaine pour pouvoir poursuivre son intérêt en météorologie. Son invention reposait sur deux concepts : 
1. le niveau maximum atteint par un liquide en expansion sous l'effet de la chaleur peut être marqué par un « index » coulissant librement à l'intérieur du tube d'un thermomètre ;
2. lorsqu'on met deux liquides qui ne peuvent se mélanger dans un tube dont le moins dense se retrouve sur le dessus, la diminution de température mène à la contraction de ce dernier et se traduit par une élévation de la surface du liquide le plus dense. Un index peut « flotter » à l'inter-surface et donner le minimum de température.

En 1782,  Six traduisit ces concepts en un thermomètre pratique. Il l'utilisa pour faire mesurer la variation de la température diurne avec l'altitude et fut le premier à faire l'observation des inversions thermiques nocturnes alors que l'air se refroidit plus rapidement par radiation près de la surface qu'en hauteur. Six écrivit un ouvrage sur ses expériences dans lequel il consacra 24 pages à des explications détaillées sur la fabrication de son thermomètre, un processus laborieux et une prouesse à la fin du XVIIIe siècle. Cet ouvrage publié en 1794, soit deux ans après sa mort, resta le manuel de référence pour les manufacturiers de thermomètres de ce type durant un siècle.
Le thermomètre de Six fut universellement adopté en météorologie comme en océanographie pendant près d'un siècle. 
Toutefois, pour mesurer la température des eaux océaniques profondes, William Miller et Louis Casella proposèrent vers la fin des années 1860 un nouvel instrument mesurant les températures minimales et maximales et pouvant résister aux fortes pressions des fonds sous-marins. Les thermomètres de Miller-Casella furent utilisés notamment lors de l’expédition océanographique de 1872 à 1876 du H.M.S. Challenger.
Dix ans après avoir présenté sa communication à la Royal Society, Six, qui n'avait jamais reçu de formation scientifique formelle, fut élu membre de cette société savante.

## Description

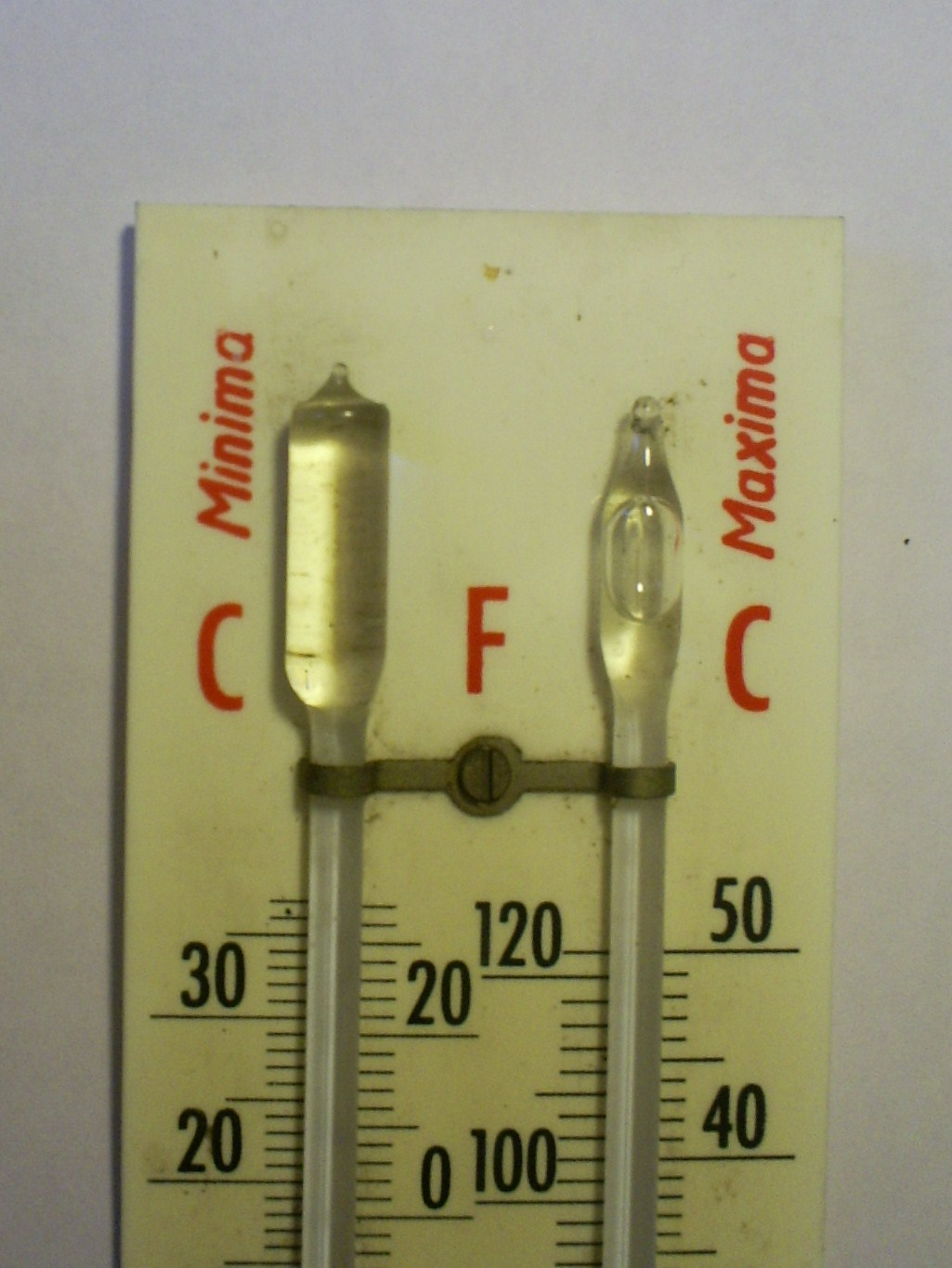
Zoom sur les ampoules fermant le tube en « U » : à remarquer la bulle montrant le vide laissé du côté du tube à maximum

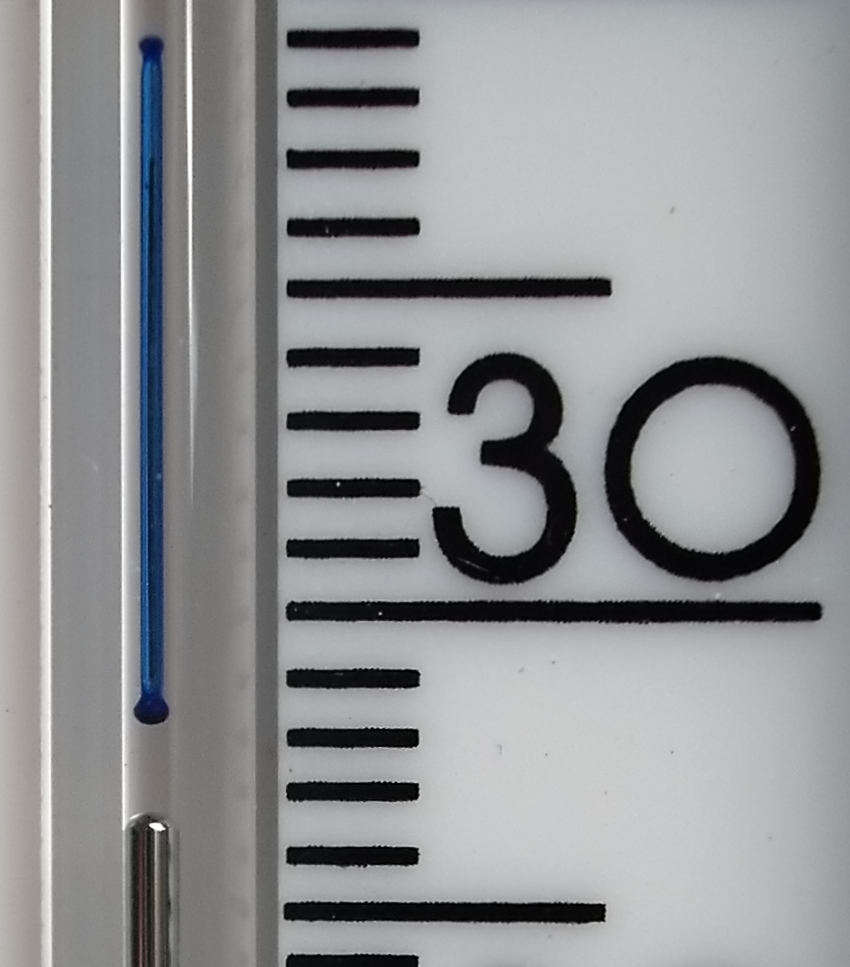
Vue du marqueur en bleu qui indique la température maximale atteinte alors que le mercure commence à redescendre

Il s'agit d'un seul et même thermomètre dont la tige capillaire est pliée en forme de « U » et qui se termine à ses deux extrémités par une ampoule. Les portions verticales du tube portent des graduations, ce qui fait qu'on a l'impression qu'il y a deux thermomètres. 
La base du « U » est remplie de mercure qui monte à une certaine hauteur de chaque côté. Du côté thermomètre à minimum, l'espace entre le mercure et l'ampoule contient de l'alcool. De l'autre côté, l'espace est totalement vide ou seulement partiellement rempli d'alcool, laissant un vide au-dessus du mercure.
Deux marqueurs « flottent » à la surface du mercure de chaque côté. Le plus souvent ils sont faits de plastique mais contiennent une aiguille aimantée ou un petit ressort. 

### Fonctionnement
L’espace vide permet la variation globale du volume de liquide (alcool + mercure + alcool). Quand la température monte, l'alcool se dilate et repousse les limites mercure-alcool vers le côté comportant un vide. Quand la température baisse, le tout se contracte et repousse les limites de l'autre côté. Les marqueurs sont repoussés par le mercure parce que la tension superficielle du mercure ne lui permet pas d'être facilement pénétré, alors que l'alcool (ou le vide) ne les entraînent pas. 
Les marqueurs suivent donc la limite du mercure qui monte mais restent sur place quand elle descend grâce à une plaque en acier derrière le tube à laquelle se « collent » les aiguilles. De cette manière, ils permettent de repérer le maximum (côté vide) et minimum (côté alcool) des températures subies tant qu'on n'a pas fait une remise à zéro.

### Remise à zéro
Il existe plusieurs mécanismes de remise à zéro. Comme les marqueurs contiennent généralement une aiguille de fer, passer un aimant devant le tube permet de les ramener vers la surface présente du mercure. Il est également possible de les faire retomber par gravité si on éloigne par un mécanisme quelconque la plaque arrière, ce qui rompt le contact magnétique. Certaines versions sont destinées à être employées à l'horizontale sans utiliser d'aiguille aimantée, la remise à zéro se fait alors en redressant le thermomètre, ce qui fait retomber les marqueurs par gravité.

## Particularités
Le thermomètre de Six souffre parfois de séparation de la colonne de mercure après un transport ou un coup, il suffit de le secouer pour corriger. Cependant, la séparation peut entraîner les marqueurs dans le mercure et l'utilisation d'un aimant  ou l'application de chaleur suivi de froid permet de les remonter à la surface. Par contre, l'utilisation d'un aimant peut magnétiser localement la plaque arrière ce qui fausserait toute nouvelle mesure. 
En juillet 2007, la toxicité du mercure a poussé l'Union européenne à proscrire son usage dans les thermomètres,. Une telle interdiction pouvant être élargie à d'autres pays, les manufacturiers de thermomètre à minimum et maximum ont proposé l'utilisation d'autres liquides non-miscibles.